# Livregementets husarer

Herb pułku

Livregementets husarer – jeden z pułków kawalerii szwedzkiej (huzarów). Istnieje od 1892. Święto pułkowe: 4 grudnia. Jego barwami są: biały i niebieski.
W lipcu 1656, w czasie potopu szwedzkiego, walczył w zwycięskiej dla Szwecji bitwie pod Warszawą.
Obecnie stacjonuje w Karlsborgu.